# NGC 2187A
NGC 2187A is een spiraalvormig sterrenstelsel in het sterrenbeeld Goudvis. Het bevindt zich in de buurt van NGC 2187.

## Synoniemen
- ESO 57-68A
- PGC 18355